# Seppie Cilliers
Seppie Cilliers (né le 1er mai 1979) est un archer sud-africain.

## Biographie
Seppie Cilliers remporte son premier podium de coupe du monde lorsqu'il remporte le bronze à Shanghai en 2009. En 2016, il se qualifie pour la finale de la coupe du monde qui se déroule à Odense dans l'épreuve individuelle homme. Lors de la compétition, il atteint la finale où il est battue par Mike Schloesser. Sa seconde place fait de lui le premier médaillé sud-africain en finale de coupe du monde.

## Palmarès
- Coupe du monde[1]
  -  Médaille de bronze à l'épreuve par équipe homme à la coupe du monde 2009 de Shanghai.
  -  Médaille d'or à l'épreuve par équipe homme à la coupe du monde 2010 de Antalya.
  -  Deuxième de la Coupe du monde individuelle homme à la coupe du monde 2016 à Odense.

- Championnats d'Afrique[1]
  -  Médaille d'or à l'épreuve par équipe homme aux championnats d'Afrique de 2016 à Windhoek.